# Kaunike
Kaunike är en ö i Finland. Den ligger i Skärgårdshavet och i kommunen Nådendal i den ekonomiska regionen  Åbo ekonomiska region i landskapet Egentliga Finland, i den sydvästra delen av landet. Ön ligger omkring 38 kilometer väster om Åbo och omkring 190 kilometer väster om Helsingfors.
Öns area är 5,6 hektar och dess största längd är 390 meter i nord-sydlig riktning. Ön höjer sig omkring 10 meter över havsytan.